# Курант

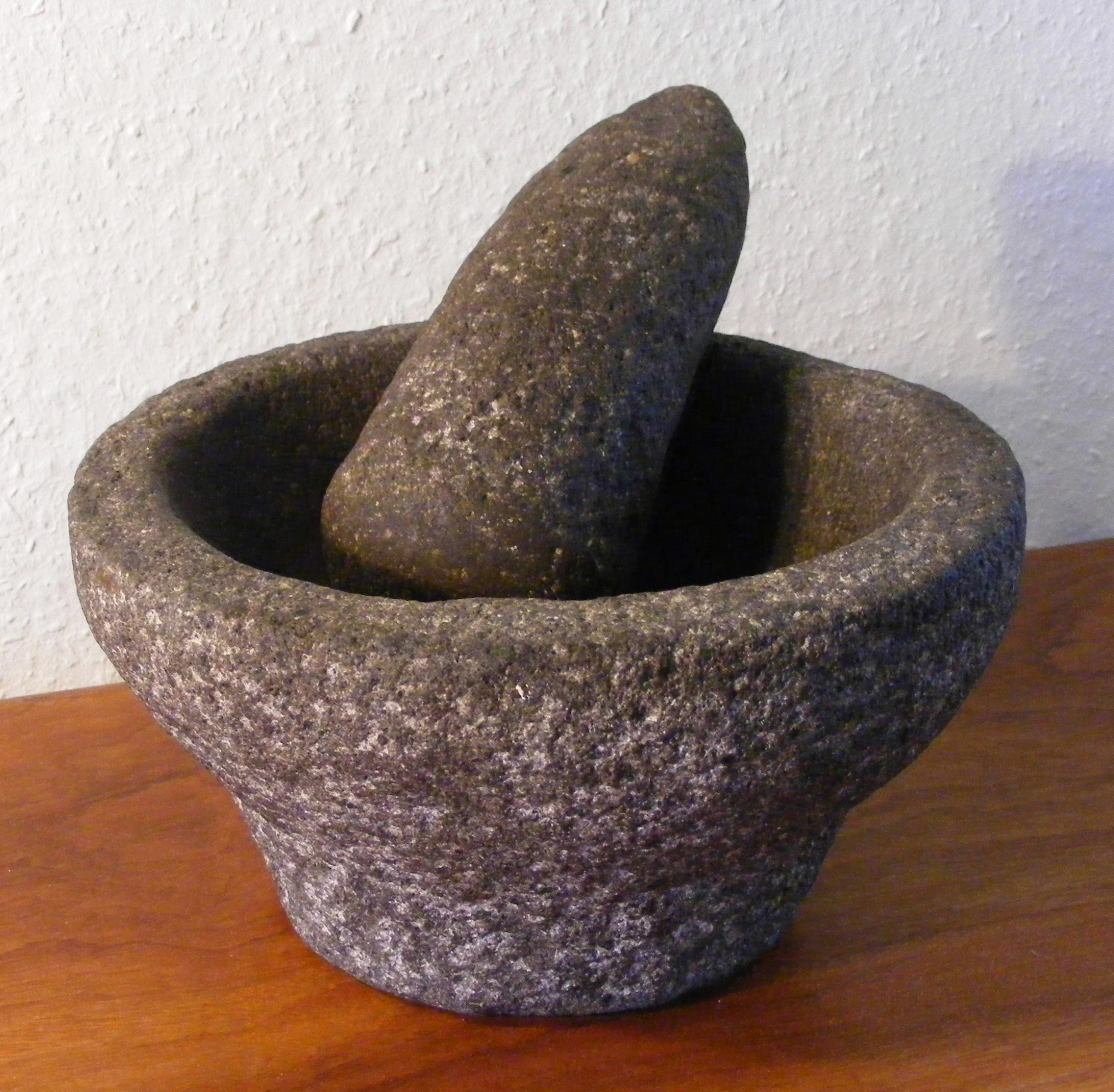
Курант и ступка из Индонезии

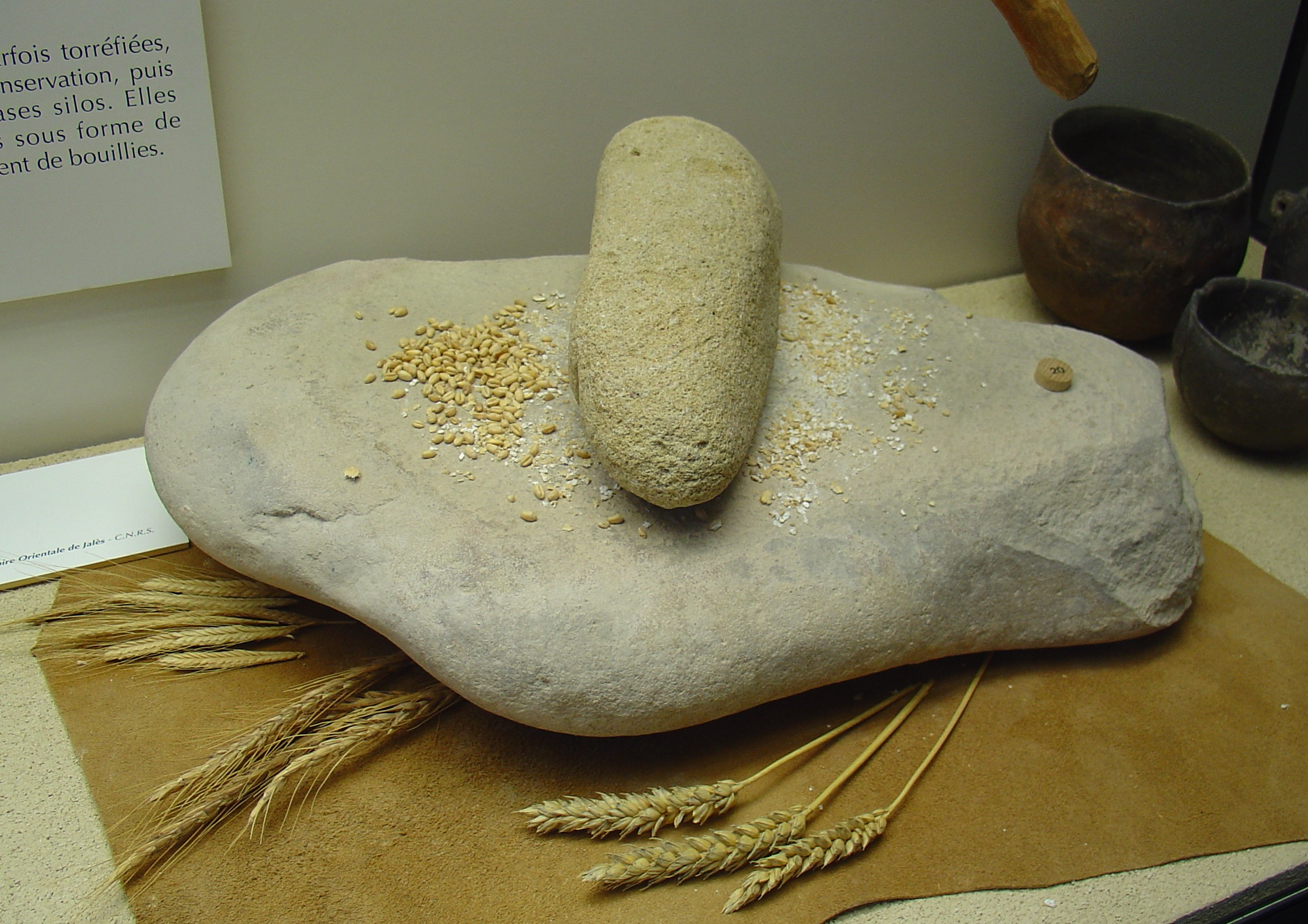
Курант. Неолит Франции.

Кура́нт (фр. courant — бегущий, текущий) — ручное орудие для растирания чего-либо.

## В живописи
Кура́нт, кура́нта — притёртый к каменной плите (палитре) камень или пест (пестик), конусообразный или грибовидный, с более или менее широким плоским основанием (может быть двусторонним). Служит для очень тонкого растирания красок и связующего в живописи и иконописи, которого не достигнуть в ступке. Также камень вместе с плитой. Крупные куранты делают из камня прочных пород: лабрадор, порфир и т. п. Мелкие — из фарфора, стекла, агата, металла. Используется и мрамор. Годится половая плитка с зернистой поверхностью (типа метлахской). На плиту обычно идёт тот же материал. В лексиконе русских художников появляется с XVIII в. В документах XVII в. назывался «камнем для растирания красок».

## В сельском хозяйстве и ремесле
Кура́нт — верхний камень зернотёрки, тёрочный камень, тёрочник (англ. hand stone, rubbing stone, time stone, mano, muller, pestle; фр. broyeur, molette). Представляет собой камень более или менее вытянутой или даже цилиндрической формы, который и двигают вдоль ложа зернотёрки. Нередко в качестве курантов использовались песты-тёрочники — уплощенные гальки.
Менее распространён курант в виде плоской полукруглой плиты, которой производят размол путём качания её в вертикальном положении на плоском основании зернотёрки. Такой инструмент несколько напоминает ручные жернова с вертикальным верхним камнем.
Для растирания или толчения чего-либо в ступе (ступке) применяется разновидность продолговатой или грибообразной формы — пест (пестик). Куранты (тёрочники) различной формы, чаще всего представляющие собой округлые или уплощенные камни или натуральную гальку предназначались для растирания, толчения самых разных веществ, а также для выполнения шлифовки по дереву, камню, кости.